# Franz Birnecker

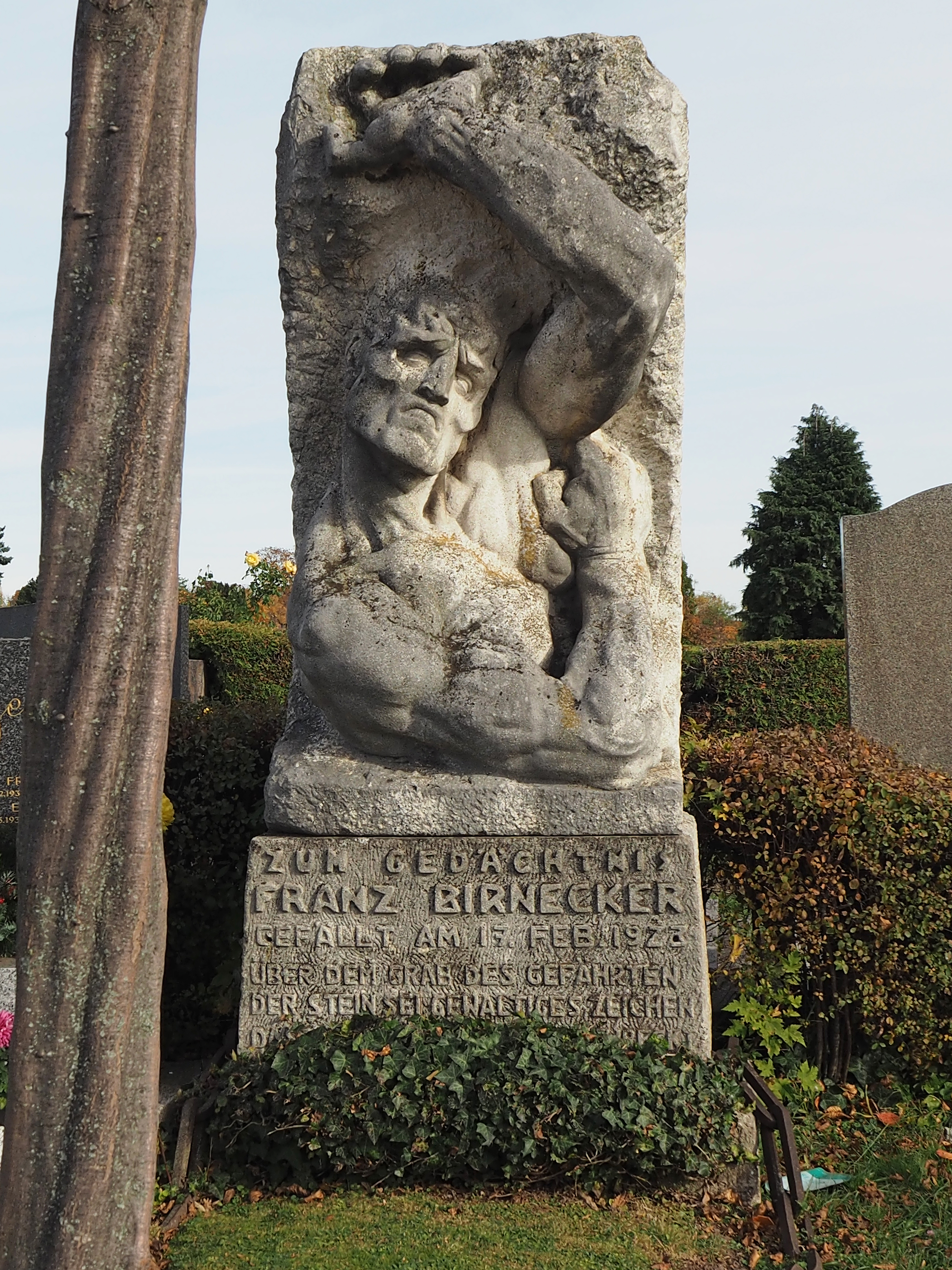
Grab von Franz Birnecker am Baumgartner Friedhof

Franz Birnecker (* 1878; † 17. Februar 1923 in Hietzing, Wien) war ein sozialdemokratischer Betriebsrat der Semperit-Gummiwerke und das erste Todesopfer einer politischen Gewalttat in der Ersten Republik Österreichs.

## Attentat
Am 17. Februar 1923 sah Birnecker, der zuvor an einer Versammlung des Baumgartner Sportklubs im Gasthaus Zehetner in der Waidhausenstraße in Hietzing, dem 13. Wiener Gemeindebezirk, teilgenommen hatte und nun auf dem Nachhauseweg war, dass andere Vereinsmitglieder von mehreren Männern mit Knüppeln angegriffen wurden. Als er und ein anderer den Angegriffenen zu Hilfe eilen wollte, fielen plötzlich mehrere Schüsse und Birnecker wurde tödlich getroffen. Später stellte sich heraus, dass es sich bei den Angreifern um Mitglieder der paramilitärischen Wehrformation Ostara gehandelt hatte, die am selben Tag im gleichen Gasthaus ebenfalls eine Versammlung abgehalten hatten. Der Polizei gelang es jedoch nicht, die Täter, die die Schüsse abgaben, zu ermitteln. 

## Nachwirkungen

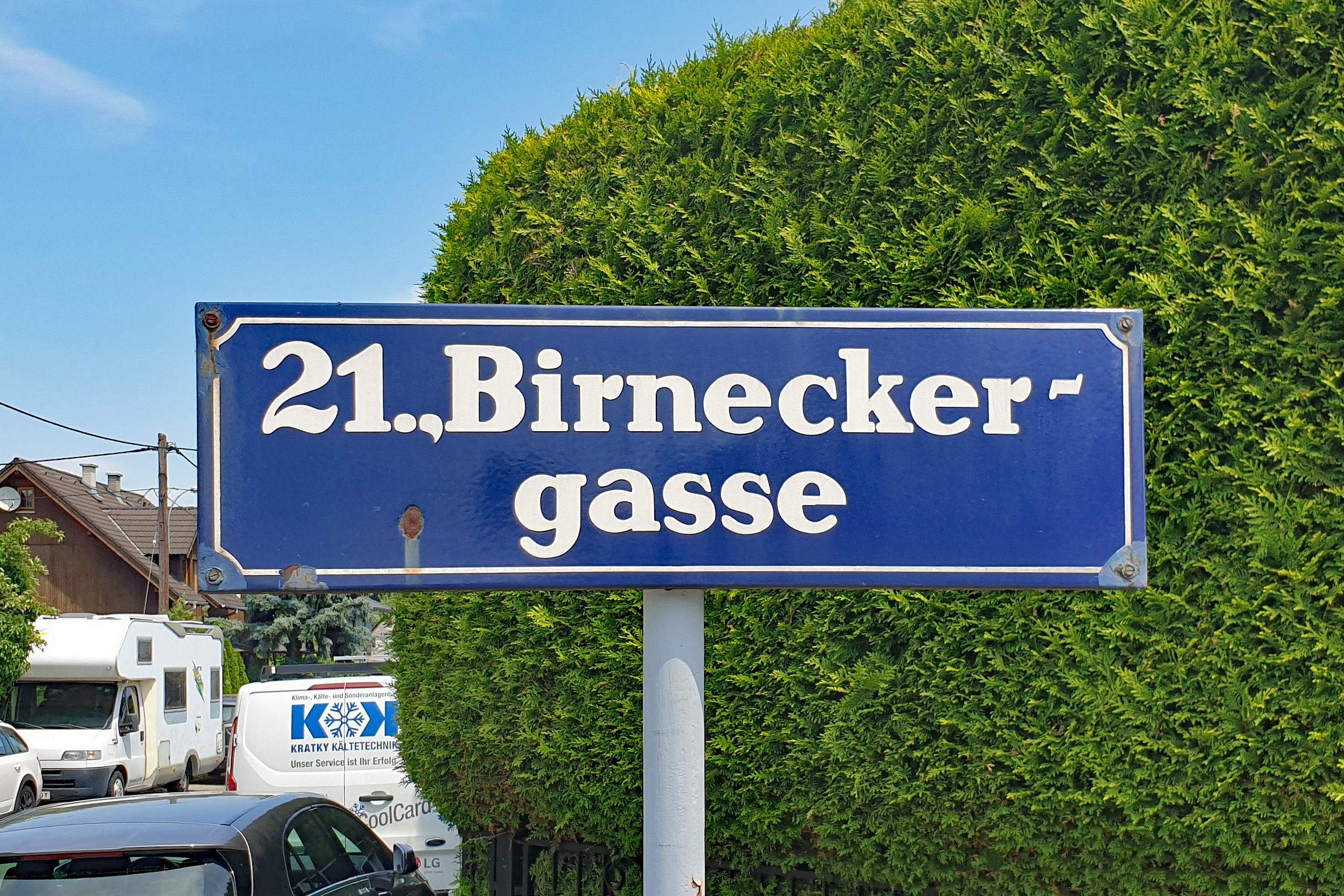
Straßenschild Birneckergasse

Der Mord an Birnecker führte nun zur Gründung des Republikanischen Schutzbundes, einer paramilitärischen Organisation der Sozialdemokratischen Arbeiterpartei.

## Ehrungen
Neben seinem Grabdenkmal am Baumgartner Friedhof in der Waidhausenstraße erinnert die 1961 nach ihm benannte Birneckergasse in Floridsdorf (21. Gemeindebezirk) an Franz Birnecker.